# Yuki Miyazawa
Yuki Miyazawa (宮澤夕貴?, Miyazawa Yuki; Yokohama, 2 giugno 1993) è una cestista giapponese.

## Carriera
Con il Giappone ha disputato due edizioni dei Giochi olimpici (Rio de Janeiro 2016, Tokyo 2020) e tre Campionati mondiali (2014, 2018, 2022).